# Tuulikki
Tuulikki es un espíritu o diosa de la mitología finlandesa del bosque, hija de Tapio y Mielikki. Diosa de los animales del bosque, era invocada para asegurar abundancia y fortuna en las jornadas de caza.